# 当顺乡
当顺乡，是中华人民共和国青海省黄南藏族自治州尖扎县下辖的一个乡镇级行政单位。

## 行政区划
当顺乡下辖以下地区：
古浪堤村、香干村、东当村、古浪河村、冬果村、古什当村、才龙村和拉德村。